# Sankt Georgen ob Judenburg
Sankt Georgen ob Judenburg là một đô thị thuộc huyện Judenburg trong bang Steiermark, nước Áo. Đô thị Sankt Georgen ob Judenburg có diện tích 44,32 km², dân số cuối năm 2005 là 734 người.